# Aïn Zouit
Ain Zouit là một đô thị thuộc tỉnh Skikda, Algérie. Dân số thời điểm năm 2002 là 2.23 người.